# 伍德維爾 (印地安納州亨利縣)
伍德維爾（英語：Woodville）是位於美國印地安納州亨利縣的一個非建制地區。